# Пеун (Ботошань)
Пеун (рум. Păun) — село у повіті Ботошані в Румунії. Входить до складу комуни Міхелешень.
Село розташоване на відстані 388 км на північ від Бухареста, 35 км на схід від Ботошань, 85 км на північний захід від Ясс.

## Населення
За даними перепису населення 2002 року у селі проживали 317 осіб, усі — румуни. Усі жителі села рідною мовою назвали румунську.